# Инглис, Генри Дэвид
Генри Дэвид Инглис (англ. Henry David Inglis, 1795, Эдинбург — 20 марта 1835, Лондон) — английский писатель-путешественник.

## Биография
Инглис родился в 1795 году в семье шотландского юриста. Его бабушка по материнской линии была дочерью знаменитого полковника Джеймса Гардинера, сражавшегося в рядах Британской армии и павшего в Битве при Пристонпэне. Инглис получил образование, позволившее ему стать коммерсантом. Однако вскоре оставил коммерцию ради занятий путешествиями и литературой. В возрасте тридцати лет он уже объездил континент и опубликовал свою первую книгу — «Арденнские сказки». Вскоре после этого он опубликовал серию путеводителей по Скандинавии, Швейцарии, Испании и Тиролю. Его книга «Тироль и Бавария» (англ. The Tyrol with a Glance at Bavaria), опубликованная в 1833 году, имела большой успех. Он также работал редактором в газете в Джерси. В 1834 году Инглис опубликовал свой фундаментальный исследовательский труд по Нормандским островам — «The Channel Islands: Jersey, Guernsey, Alderney, Etc». В этом же году он опубликовал двухтомник с описанием своих путешествий по Ирландии. Затем последовало ещё несколько путешествий и ещё несколько книг, которые принесли автору популярность, но подорвали его здоровье. В 1835 году Инглис умер в Лондоне в возрасте сорока лет от заболевания мозга, вызванного переутомлением.

## Произведения
Под псевдонимом Дервент Конвей (англ. Derwent Conway) опубликовал книги:
- «Арденнские сказки» (англ. «Tales of the Ardennes», 1825),
- «Одинокие странствия по многим странам» (англ. «Solitary walks through many lands», 1828),
- «Испания в 1830 году»,
- «Ирландия в 1834 году» и другие книги о путешествиях.